# Race of Champions 1976
GP précédent GP suivant
La Race of Champions 1976 (XI Daily Mail Race of Champions), disputée le 14 mars 1976 sur le tracé de Brands Hatch en Angleterre, est la onzième édition de cette épreuve.

## Course
| Pos. | Pilote             | Écurie             | Tours | Temps/Abandon                            |
| ---- | ------------------ | ------------------ | ----- | ---------------------------------------- |
| 1    | James Hunt         | McLaren-Cosworth   | 40    | 58 min 01 s 23                           |
| 2    | Alan Jones         | Surtees-Cosworth   | 40    | + 18 s 42                                |
| 3    | Jacky Ickx         | Williams-Cosworth  | 40    | + 23 s 17                                |
| 4    | Vittorio Brambilla | March-Cosworth     | 40    | + 2 min 25 s 69 (dont 1 min de pénalité) |
| 5    | Chris Amon         | Ensign-Cosworth    | 39    | + 1 tour                                 |
| 6    | Tom Pryce          | Shadow-Cosworth    | 39    | + 1 tour                                 |
| 7    | Patrick Nève       | Brabham-Cosworth   | 39    | + 1 tour                                 |
| 8    | Gunnar Nilsson     | Lotus-Cosworth     | 38    | Moteur                                   |
| Abd  | Bob Evans          | Lotus-Cosworth     | 36    | Manque de carburant                      |
| Abd  | Loris Kessel       | Brabham-Cosworth   | 30    | Moteur                                   |
| Abd  | Harald Ertl        | Hesketh-Cosworth   | 16    | Surchauffe                               |
| Abd  | Niki Lauda         | Ferrari            | 16    | Freins                                   |
| Abd  | John Watson        | Penske-Cosworth    | 12    | Accident                                 |
| Abd  | Carlos Pace        | Brabham-Alfa Romeo | 7     | Pompe à essence                          |
| Abd  | Jody Scheckter     | Tyrrell-Cosworth   | 2     | Accident                                 |
| Np   | Giancarlo Martini  | Ferrari            |       | Accident au warm-up                      |

## Pole position et record du tour
- Pole position :  Jody Scheckter (Tyrrell-Cosworth) en 1 min 20 s 42 (188,286 km/h)[3].
- Meilleur tour en course :  James Hunt (McLaren-Cosworth) en 1 min 23 s 78 (180,735 km/h)[4].